# William Shepard

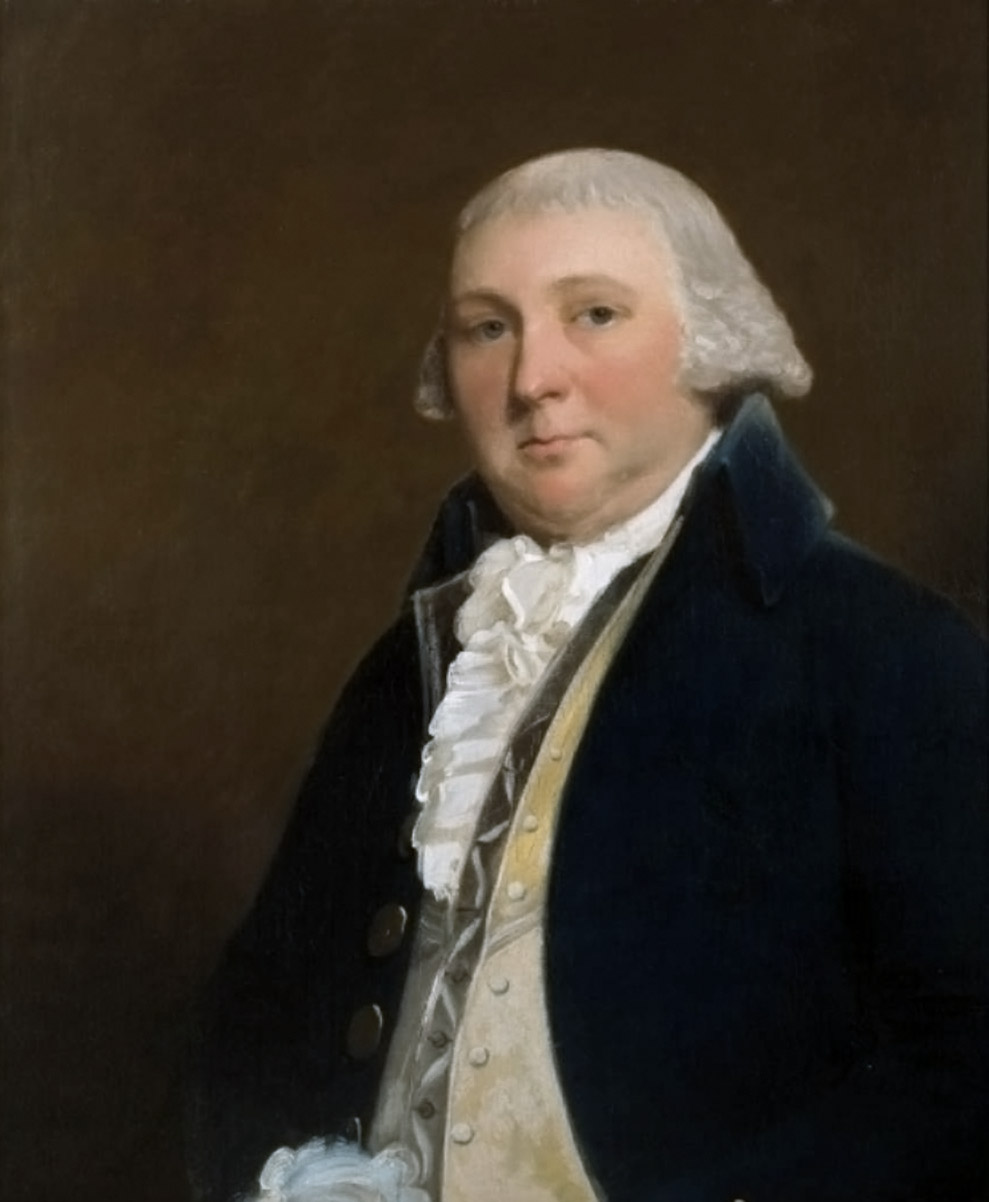
William Shepard

William Shepard (* 1. Dezember 1737 in Westfield, Hampden County, Province of Massachusetts Bay; † 16. November 1817 ebenda) war ein US-amerikanischer Offizier und Politiker. Zwischen 1797 und 1803 vertrat er den Bundesstaat Massachusetts im US-Repräsentantenhaus.

## Werdegang
William Shepard wuchs noch während der britischen Kolonialzeit auf. Er besuchte die öffentlichen Schulen seiner Heimat und arbeitete danach in der Landwirtschaft. Er nahm sechs Jahre lang am Franzosen- und Indianerkrieg teil, der Teil des Siebenjährigen Krieges war. In den 1770er Jahren schloss er sich der amerikanischen Revolution an. 1774 war er Mitglied eines revolutionären Komitees in Westfield. Während des folgenden Unabhängigkeitskrieges diente er in der Kontinentalarmee, in der er bis zum Oberst aufstieg. Nach dem Krieg begann Shepard eine politische Laufbahn. Zwischen 1785 und 1786 saß er als Abgeordneter im Repräsentantenhaus von Massachusetts. Außerdem war er von 1784 bis 1787 Gemeinderat in Westfield. Im Jahr 1786 wurde er zum Generalmajor der Staatsmiliz ernannt. In dieser Eigenschaft war er an der Niederschlagung von Shays’ Rebellion beteiligt. Von 1792 bis 1796 gehörte Shepard zum Beraterstab des Gouverneurs von Massachusetts. Anschließend war er in den Jahren 1796 und 1797 Unterhändler bei den Penobscot-Indianern.
Shepard schloss sich der Ende der 1790er Jahre von Alexander Hamilton gegründeten Föderalistischen Partei an. Bei den Kongresswahlen des Jahres 1796 wurde er im zweiten Wahlbezirk von Massachusetts in das US-Repräsentantenhaus gewählt, wo er am 4. März 1797 die Nachfolge von William Lyman antrat. Nach zwei Wiederwahlen konnte er bis zum 3. März 1803 drei Legislaturperioden im Kongress absolvieren. Während dieser Zeit wurde im Jahr 1800 die neue Bundeshauptstadt Washington, D.C. bezogen.
Nach dem Ende seiner Zeit im US-Repräsentantenhaus betätigte sich William Shepard wieder in der Landwirtschaft. Er starb am 16. November 1817 in seinem Heimatort Westfield.